# Stechginster
Der Stechginster (Ulex europaeus) ist eine Pflanzenart aus der Gattung Stechginster (Ulex) innerhalb der Familie der Hülsenfrüchtler (Fabaceae).
Der Stechginster weist vor allem in den heißen Sommermonaten ein hohes Brandrisiko auf, weil er 2 bis 4 % leicht entzündliche Öle in den grünen Zweigen enthält.
Der Stechginster hindert mit seinen vielen Zweigen und großen, kräftigen Dornen (10 bis 20 Millimeter) Tiere daran, seine Blüten zu fressen. Zweige und Dornen können ein undurchdringliches Dickicht bilden, in denen sich auch abgestorbene Sträucher anhäufen können.

## Beschreibung

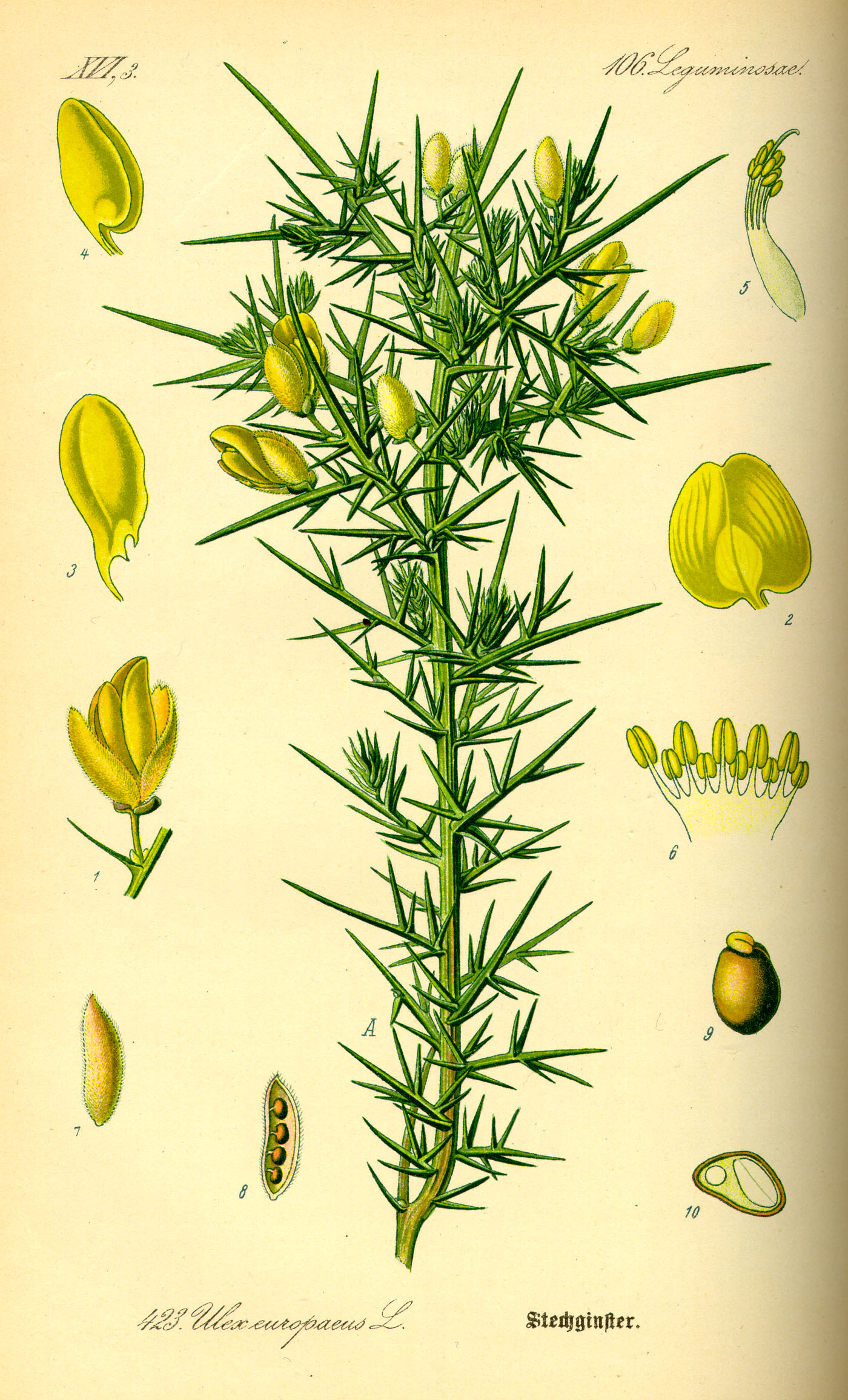
Illustration

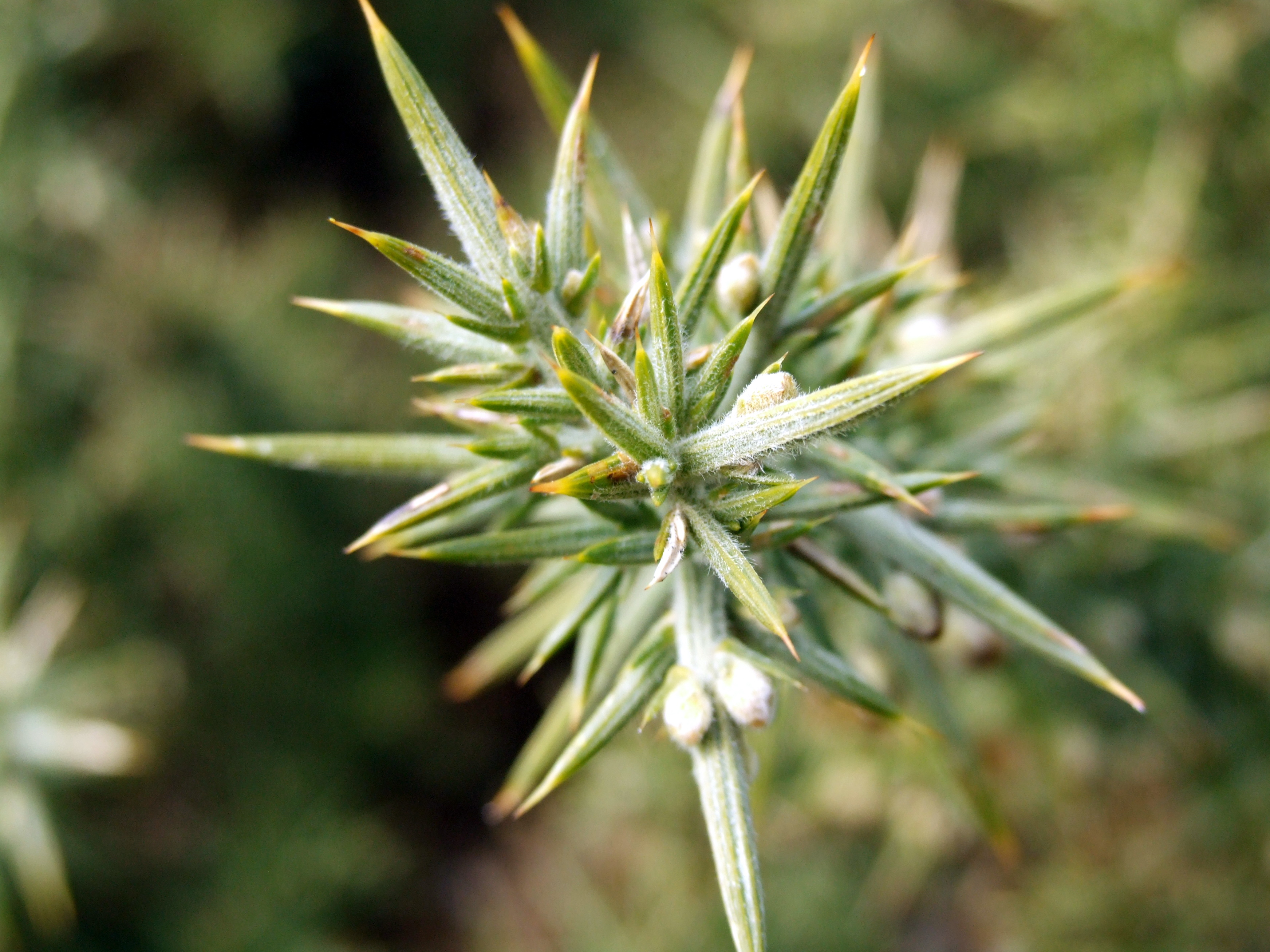
Blätter und Dornen

### Vegetative Merkmale
Der Stechginster ist ein laubwerfender, dorniger, sparrig und reich verzweigter Strauch, der Wuchshöhen von bis über 2 Metern erreicht. Seine älteren, wechselständigen Laubblätter sind zu feinen, steifen Phyllodien reduziert. Die Kurztriebe sind zu Dornen mit oft sekundärdornen umgebildet. Die Zweige sind dunkelgrün, gerillt und abstehend behaart.

### Generative Merkmale
Die Blütezeit reicht von Anfang des Frühlings bis Frühsommer, von April bis Juli. Die Blüten stehen einzeln in den Blattachseln. Die zwittrigen Blüten sind bei einer Länge von etwa 2 Zentimetern zygomorph und fünfzählig mit doppelter Blütenhülle. Die fünf gelben Kronblätter stehen in der typischen Form der Schmetterlingsblüte zusammen. Die Blütenstiele sind 6 bis 9 Millimeter lang und dicht behaart. Der zweiteilige Kelch ist behaart. Die Staubblätter sind einbrüderig verwachsen. Der Fruchtknoten ist behaart.
Meist jeweils zwei Samen befinden sich in einer 15 bis 20 Millimeter langen, stark behaarten Hülsenfrucht im beständigen Kelch. Die Samen sind bräunlich und fast dreikantig.
Die Chromosomenzahl beträgt 2n = 96.

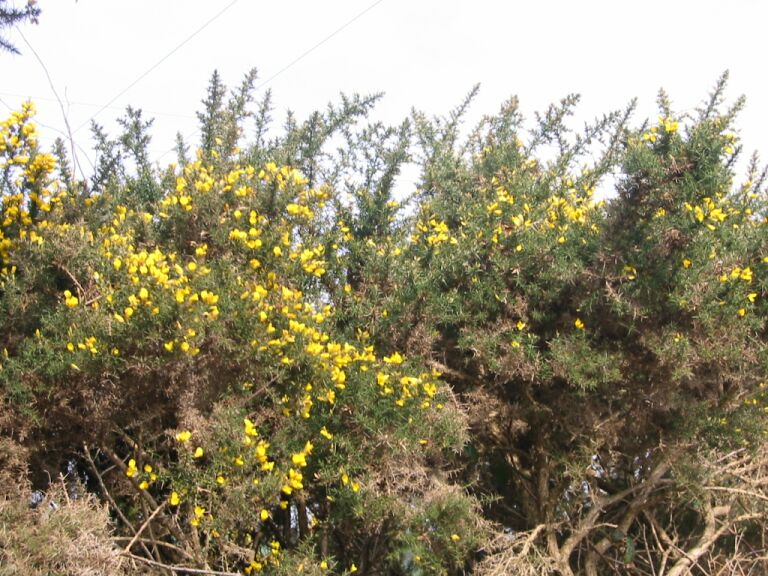
Stechginster liebt sonnige, freistehende Plätze

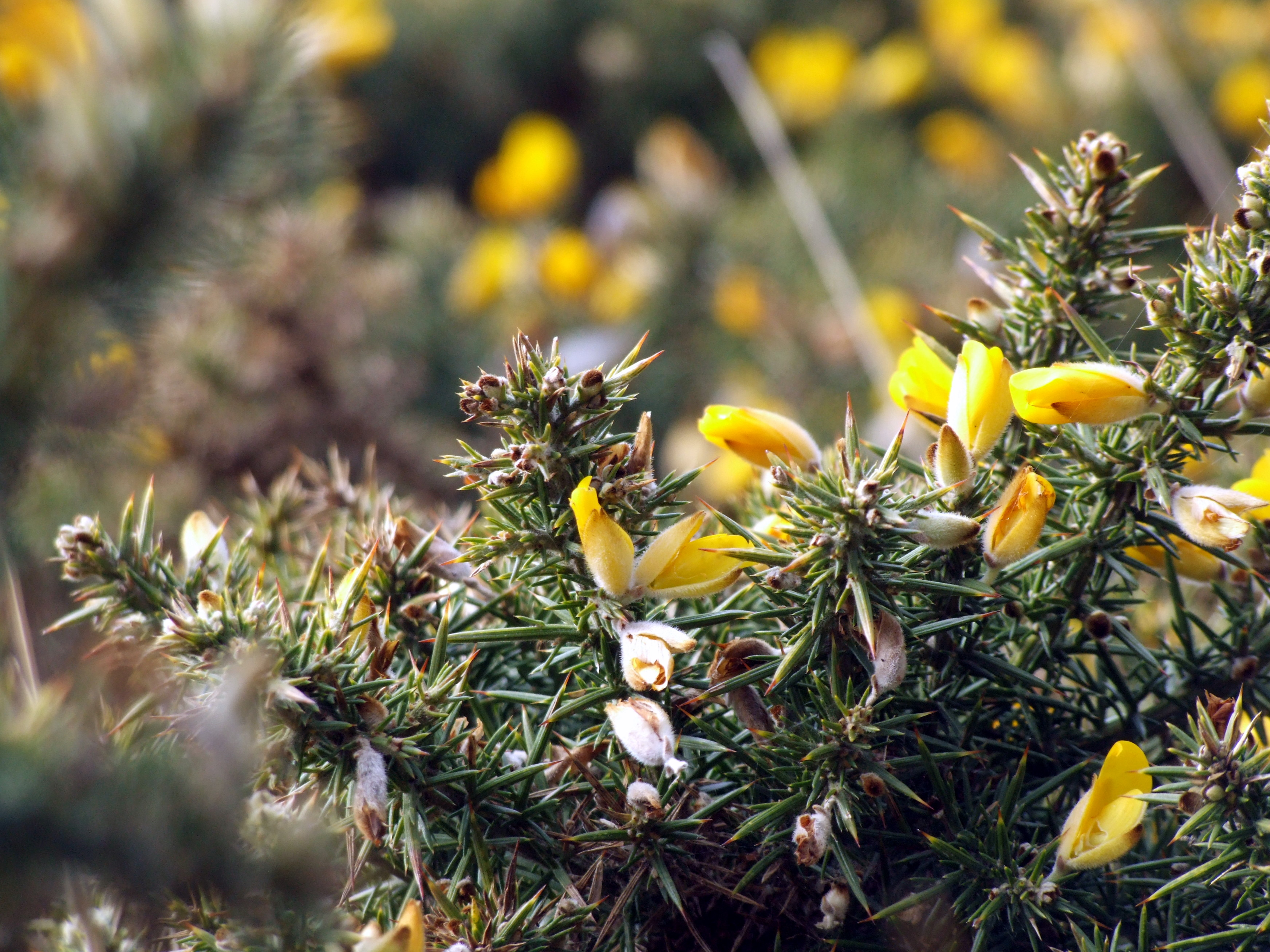
Stechginster an der Südküste Großbritanniens

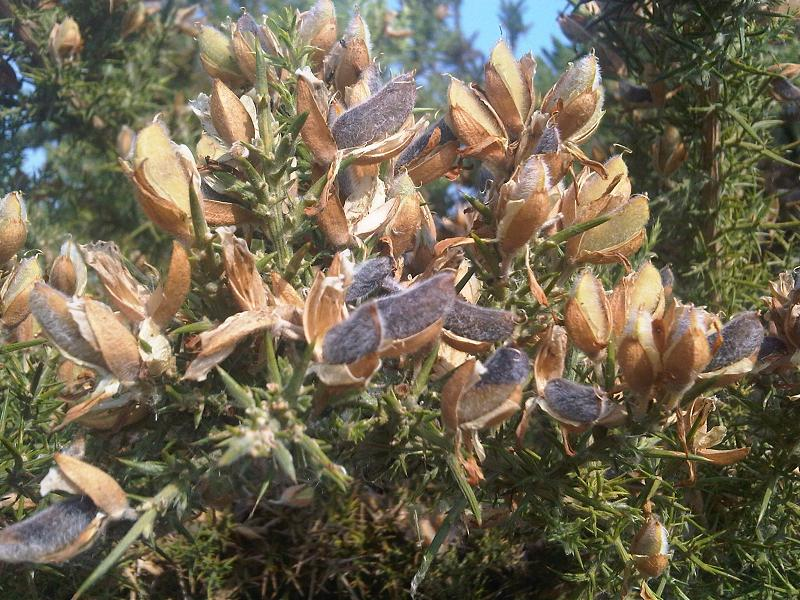
Fruchtstand

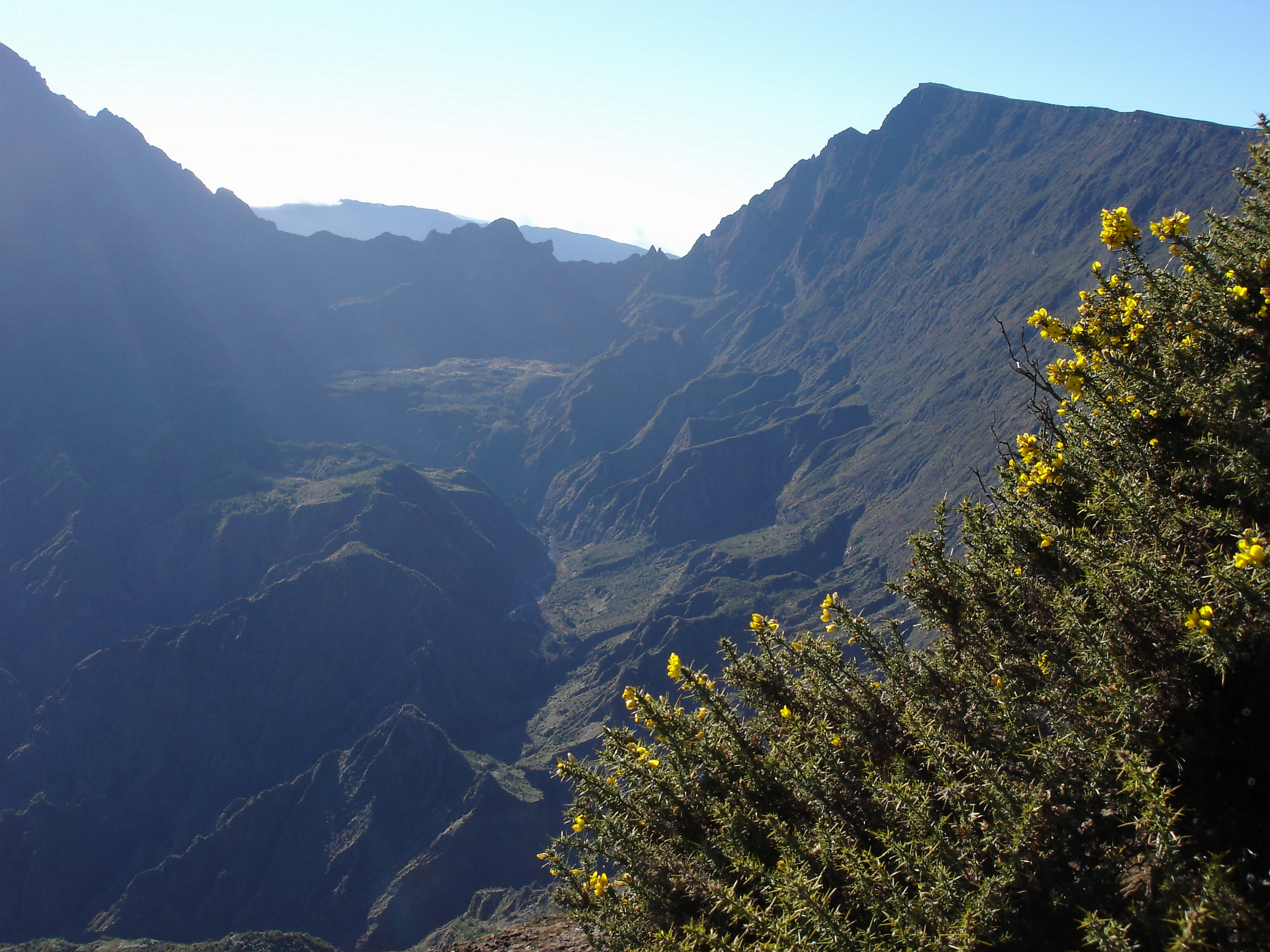
Stechginster als Neophyt auf Réunion

## Ökologie
Vegetative Vermehrung erfolgt durch Wurzelsprosse. Die Sprossdornen und dornartigen, stechenden Blätter des Stechginsters dienen als Fraßschutz gegen verschiedene Wiederkäuer, sind aber beispielsweise nicht gegen Kaninchen, Pferde und Ziegen wirksam. Die Dornen sind auch als Kondensationspunkte ökologisch bedeutsam. Die Jugendblätter sind dagegen gefiedert und nicht dornig. Die Zweige sind grün und photosynthetisch aktiv; in strengen Wintern frieren sie zurück.
Blütenökologisch handelt es sich um „Schmetterlingsblumen mit Schnellmechanismus“ ohne Nektar. Bestäuber sind Hummeln und Bienen.
Die Samen besitzen ein ölhaltiges Elaiosom zur Ameisenausbreitung. Es findet auch Menschenausbreitung statt über Verwilderungen aus Anpflanzungen. Fruchtreife ist von Juli bis August. Die Samen sind langlebig und feuerresistent.

## Vorkommen
Ursprünglich ist der Stechginster in den atlantischen Regionen Europas. Sein ursprüngliches Verbreitungsgebiet umfasst Portugal, Spanien, Frankreich, Korsika, die Niederlande, Großbritannien, Irland, Deutschland, die Schweiz und Italien.
Der Stechginster gilt als eine der 100 weltweit schlimmsten Invasiven Arten. Als Heckenpflanze von englischen Siedlern mitgenommen, ist der sich sehr stark auch vegetativ vermehrende Stechginster ein auf der Erde weit verbreiteter, starker, invasiver Neophyt. Er kommt auch in größeren Teilen Deutschlands vor.
Der Stechginster wächst in gemäßigtem Klima vorzugsweise auf trockenen oder sumpfigen Sandböden. Er ist eine Charakterart des Verbands Pruno-Rubion. In Frankreich steigt die Art bis 1100 Meter, in der Nordostschweiz bei Trogen bis 900 Meter Meereshöhe auf.
Die ökologischen Zeigerwerte nach Landolt et al. 2010 sind in der Schweiz: Feuchtezahl F = 2+ (frisch), Lichtzahl L = 3 (halbschattig), Reaktionszahl R = 2 (sauer), Temperaturzahl T = 4 (kollin), Nährstoffzahl N = 3 (mäßig nährstoffarm bis mäßig nährstoffreich), Kontinentalitätszahl K = 1 (ozeanisch).

## Systematik
Die Erstveröffentlichung von Ulex europaeus erfolgte 1753 durch Carl von Linné in Species Plantarum, Tomus II, S. 741.
Man kann bei Ulex europaeus mehrere Unterarten unterscheiden:
- Ulex europaeus L. subsp. europaeus
- Ulex europaeus subsp. latebracteatus (Mariz) Rothm.: Sie kommt in Portugal und Spanien vor.

Manche Autoren unterscheiden dazu noch:
- Ulex europaeus subsp. borealis Rothm.

## Inhaltsstoffe und Toxikologie
Die Früchte und die Zweige sind für Menschen sehr giftig. Die Hülsenfrüchte sind besonders wegen des Gehalts von bis zu 1 % Cytisin sehr giftig.
Als Arzneidroge dienen die Samen und die jungen Triebe. Wichtige Inhaltsstoffe sind das Cytisin, Anagyrin, Methylcytisin, Flavonoide und Lectine (Ulexlectin).

## Verwendung
Stechginster eignet sich gut als eine ideale natürliche Auslaufbegrenzung für Haustiere wie Hühner, Rinder und Pferde. Gleichzeitig fördert er die Bodenfruchtbarkeit, da er in seinen Wurzelknöllchen viel Stickstoff aus der Luft bindet und ihn dem Boden zuführt.
Aus den Blüten kann ein gelber Farbstoff zum Färben von Textilien gewonnen werden (Färberpflanze).
Das Lectin aus Stechginster dient in der Immunhämatologie zum Nachweis des H-Antigens auf Erythrozyten. Während sich bei fast allen Patienten je nach AB0-Blutgruppe gewisse Mengen H-Antigen finden lassen, so fehlt das H-Antigen bei Patienten mit der seltenen Bombay-Blutgruppe vollständig und kann daher durch eine Untersuchung mit dem Lectin festgestellt werden. Das Ulexlectin dient zudem in der experimentellen Medizin als Marker für Endothel- bzw. Tumorzellen vaskulären Ursprungs.

## Geschichte
Der Name des früheren englischen Königshauses Haus Plantagenet rührt von 'Planta Genista', womit der Stechginster gemeint ist, her.